# 宝鏡寺
宝鏡寺（ほうきょうじ）は、京都市上京区百々町にある臨済宗系単立の寺院。山号は西山（せいざん）。本尊は聖観音菩薩。近世には皇女が入寺する尼門跡寺院であった。百々御所（どどのごしよ）、人形寺（にんぎょうでら）、人形の寺とも呼ばれる。

## 歴史

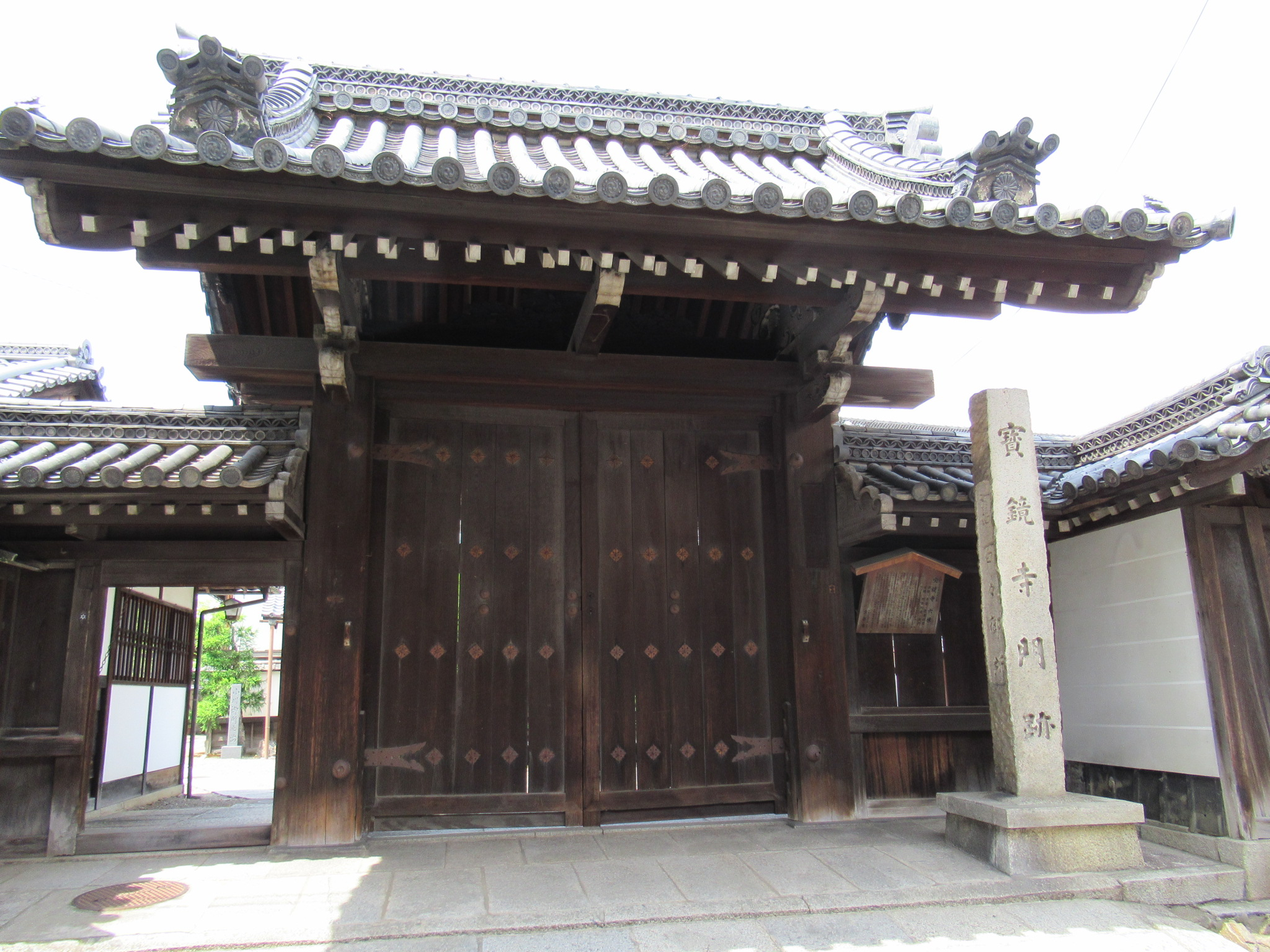
山門

尼五山第一位の景愛寺は、弘安年間（1278年 - 1288年）に無学祖元の弟子である尼僧・無外如大が五辻大宮（現・京都市上京区）に開いた寺院である。その景愛寺の第6世であった光厳天皇皇女の華林宮惠厳（かりんのみやえごん）が、応安年間（1368年 - 1375年）に御所で祀られていた伊勢国二見浦にて漁網に掛かって引き上げられた、手に小さな円鏡を持った聖観世音菩薩を下賜され、景愛寺子院の建福寺に安置した。惠厳は本尊の由緒から採られた「宝鏡寺」の名前を後光厳天皇より賜ると、寺名を改めたうえ新たな寺院として開山となった、これが当寺の始まりである。しかし、これには、足利義政の娘が文亀年間（1501年 - 1504年）に再興したとする別伝もある。
足利義満の時代、東側には小川と百々橋を挟んで、義満母の紀良子と義満実弟の満詮の別宅・小川殿があった。応仁の乱の際には細川勝元の別宅となっており、戦禍から後土御門天皇、足利義政室の日野富子が避難しに来ている。後に明応の政変で御殿は焼かれてしまい、跡地は宝鏡寺に取り込まれた。
寛永21年（1644年）に後水尾天皇皇女の理昌女王（久厳尼）が入寺して紫衣を勅許されて以降、代々の皇女が入寺する尼門跡寺院となり、土地の名前から「百々御所」（どどのごしょ）と呼ばれた。
天明8年（1788年）の天明の大火で焼失するが、寛政10年（1798年）に建立された書院を始め、再建が行われた。この時に再建された現在の建物群は尼門跡寺院の構成をよく伝えている。
明治時代に入り、宝鏡寺住職が代々兼務していた大慈院を合併している。
なお、尼五山第一位の景愛寺は応仁の乱や以降の戦乱で焼失し、再建されなかったが、 惠厳禅尼の入寺以後は宝鏡寺の住持が寺籍のみを残す景愛寺をも兼摂することとなり、現在まで景愛寺の法灯は宝鏡寺が受け継いでいる。
現在、宝鏡寺の東側には表千家と裏千家がある。毎年10月14日に人形供養祭が行われている。
普段は拝観できないが、春と秋に特別拝観が行われる。

## 人形の寺
京都の尼門跡寺院には内親王が入寺することが多く、父である天皇から季節ごとに折に触れて人形が贈られ、宝鏡寺も孝明天皇遺愛の人形をはじめ多くの人形を所蔵している。それらの人形を一般公開する人形展が1957年（昭和32年）秋から実施されるようになった。また、その後人形供養が行われるようになり、1959年（昭和34年）秋には京人形の振興を目的として境内に人形塚が建立された。人形塚には御所人形像と武者小路実篤の歌が刻まれている。これらのことから人形の寺と通称されるようになった。

## 境内

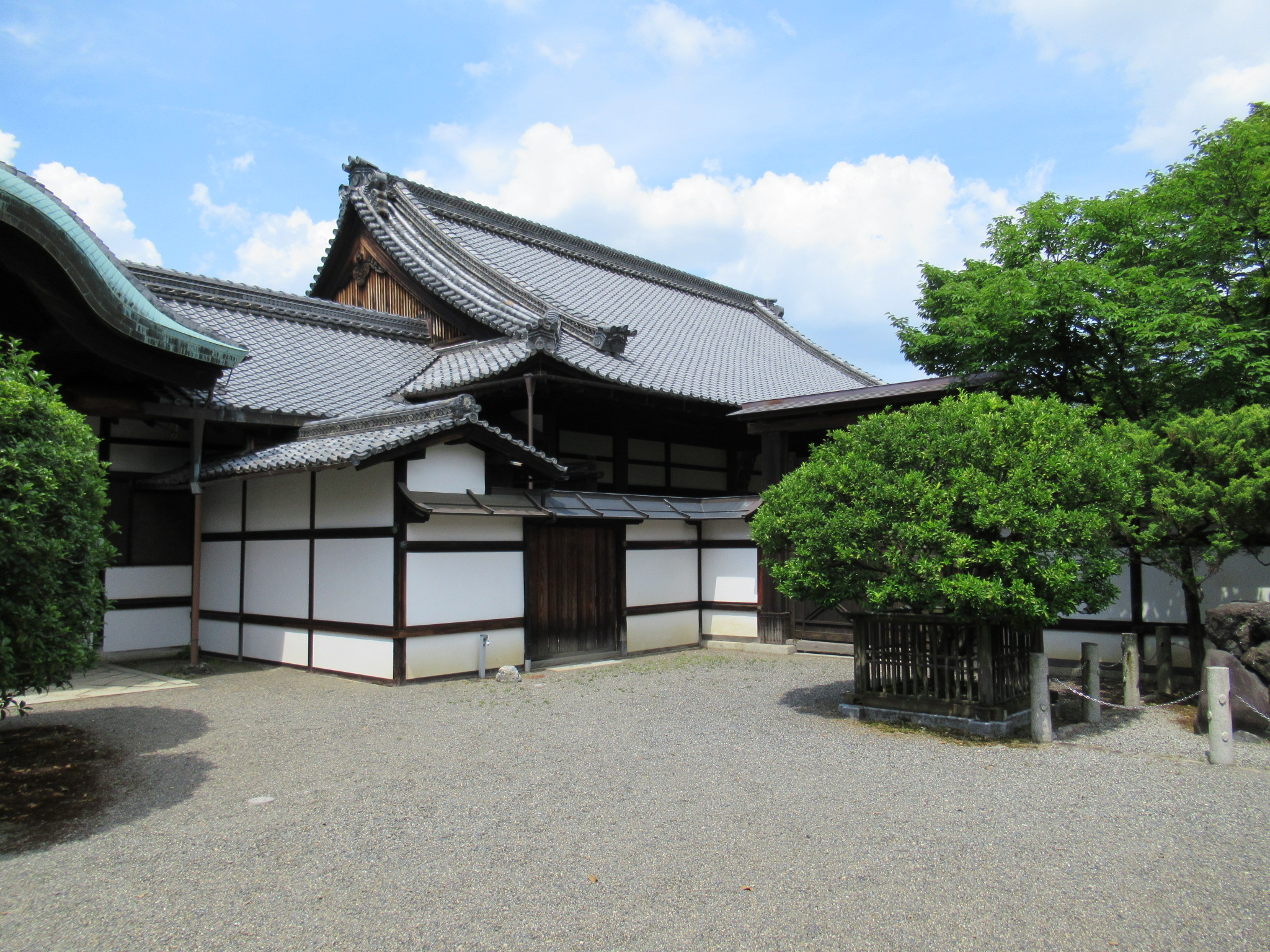
大玄関付近

- 本堂（京都市指定有形文化財） - 文政10年（1827年）上棟。河股幸和による襖絵「葡萄と鹿」がある。扁額「宝鏡寺」は宝鏡寺門跡22世本覚院宮の筆。
- 庭園
- 阿弥陀堂（勅作堂、京都市指定有形文化財） - 弘化4年（1847年）に光格天皇勅作の阿弥陀如来立像が御所より移される際、同時に移築された。日野富子像なども祀られている。
- 書院（京都市指定有形文化財） - 寛政10年（1798年）再建。円山応挙の杉戸絵や、天保4年（1833年）に円山応震と吉村孝敬が描いた襖絵がある。
- 庭園「鶴亀の庭」
- 使者の間（京都市指定有形文化財）
- 大玄関（京都市指定有形文化財）
- 庫裏
- 人形塚 - 1959年（昭和34年）秋造立。
- 御物見 - 尼門跡が境内の中から外を見ることができる建物。
- 山門（大門、京都市指定有形文化財）

## 文化財

### 京都市指定有形文化財
- 本堂
- 阿弥陀堂
- 書院
- 使者の間
- 玄関
- 大門